# Love Trap
 (janvier 2023).
Albums de Susheela Raman
Salt Rain
(2001) Music for Crocodiles
(2005)
Love Trap est le second album de la chanteuse britannique Susheela Raman, paru le 30 septembre 2003 chez EMI Records.

## Liste des titres
1. Love Trap - 4:05
2. Sarasa - 3:56
3. Amba - 5:13
4. Save Me - 3:28
5. Manasuloni - 4:11
6. Bliss - 6:08
7. Sakhi Maro - 4:56
8. Half Shiva Half Shakti - 3:56
9. Dhamavati - 5:35
10. Ye Meera Divanapan Hai - 3:34
11. Blue Lily Red Lotus - 5:54